# 尼尔·莫肯
尼尔·莫肯（英語：Neil Mochan，1927年4月6日—1994年8月28日），苏格兰男子足球运动员，司职前锋。他曾代表苏格兰代表队参加1954年国际足联世界杯，结果队伍止步小组赛阶段。